# Shaw Kgathi

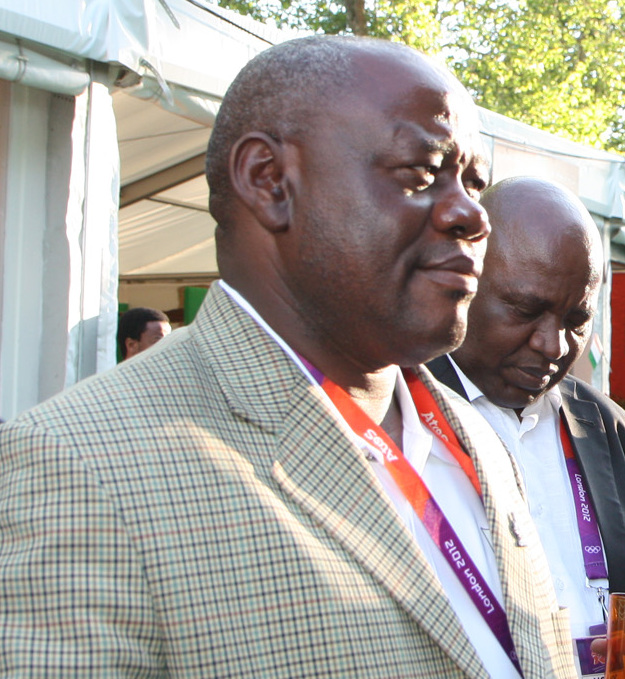
Shaw Kgathi 2012 bei einem Treffen afrikanischer Nationaler Olympischer Komitees

Shaw Kgathi (* 18. Oktober 1961 in Bobonong) ist ein botswanischer Politiker.

## Leben und Wirken
Shaw Kgathi ist ein Mitglied der Botswana Democratic Party. Er gehört dem Parlament von Botswana an, in dem er den Wahlkreis Bobirwa vertritt. Ab 2009 war er Minister für Jugend, Sport und Kultur seines Landes. Im Jahr 2014 wurde er Minister für die Ressorts Verteidigung, Justiz und Sicherheit.